# Hôtel du Chaine
L'hôtel du Chaine est un hôtel particulier, situé au no 13 de la rue Marie et Pierre Curie, à Aix-en-Provence.

## Historique
Probablement bâti au XVIe siècle, il fut la propriété du président du Parlement de Provence Louis du Chaine (père de l'évêque Louis Duchaine), un magistrat parmi les plus érudits de son temps et qui manifesta en outre tout sa vie un profond attachement à la cause d’Henri IV.
C'est aujourd'hui une propriété privée divisée en appartements particuliers.

## Architecture
Sa façade est sobre, la porte principale date du XVIIIe siècle et comporte des pilastres sur fond de renfends. On y observe un beau mascaron féminin.
L'intérieur présente un escalier à vis avec des coquilles d'angles en gypserie.